# Bélavézse
Bélavézse (1899-ig Belovezsa, szlovákul: Beloveža) község Szlovákiában, az Eperjesi kerület Bártfai járásában.

## Fekvése
Bártfától 8 km-re keletre, a Tapoly bal oldalán.

## Nevének eredete
Neve a szláv biela (= fehér) melléknévből és a veža (= torony) főnévből származik, mely egyesek szerint az itt állt egykori bencés kolostor fehér tornyára, mások szerint a templomtoronyra vonatkozik.

## Története

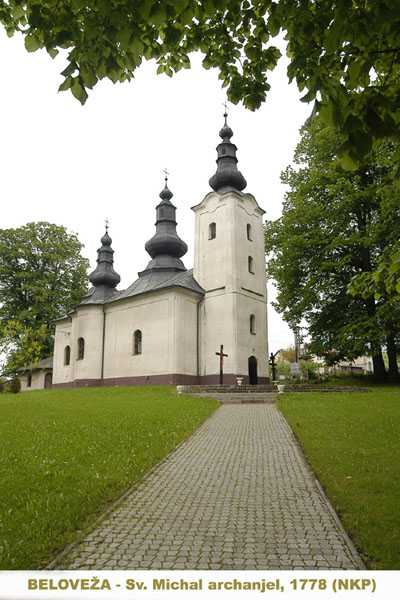
Szent Mihály görögkatolikus templom

A falu valószínűleg a 14. század első felében keletkezett, de egyesek szerint már a tatárjárás előtt is megvolt. 1355-ben „Belavesse” néven említik először, amikor Nagy Lajos király megbízásából az egri káptalan oklevele megerősíti a szemelnyei uradalom határait. A következőkben 1414-ben a Czudar család Makovica várának uradalmához tartozó falujaként említik, majd 1427-ben jelenik meg írott forrásban, ekkor 52 porta után adózott. Valószínűleg az 1472. évi lengyelek elleni háborúban a lengyelek égették fel. Így a 15. század második felében legtöbb lakosa elköltözött, mert 1492-ben már csak 3 háztartás volt a faluban. 1600-ban 10 jobbágyház állt a településen. A következő időszakban főként a soltészjog alapján ruszinokkal telepítették be. Ennek köszönhetően 1787-ben már 75 háza volt 452 lakossal.
A 18. század végén Vályi András így ír róla: „BELLOVESA. vagy Beilovesza. Tót falu Sáros Vármegyében, birtokosai külömbféle Uraságok, határja középszerű termékenységű, réttye, legelője magok szükségeire elég, fájok nem külömben, második Osztálybéli.”
1828-ban 79 háza állt 585 lakossal.
Fényes Elek 1851-ben kiadott geográfiai szótárában így ír a faluról: „Bellovesza, orosz falu, Sáros vármegyében, Bártfához keletre egy mfd. 8 r., 564 g. kath., 25 zsidó lak. Határa elég termékeny. F. u. többen. Van gör. kath. anyatemplom.”
A trianoni diktátum előtt Sáros vármegye Bártfai járásához tartozott.

## Népessége
| Év:            | 1994. | 2004.   | 2014.   | 2024.   |
| -------------- | ----- | ------- | ------- | ------- |
| Emberek száma: | 827   | 797     | 807     | 789     |
| Eltérés:       |       | -3,62 % | +1,25 % | -2,23 % |

| Év:            | 2023. | 2024.   |
| -------------- | ----- | ------- |
| Emberek száma: | 781   | 789     |
| Eltérés:       |       | +1,02 % |

1910-ben 576, túlnyomórészt ruszin lakosa volt.
2001-ben 802 lakosából 703 szlovák és 82 ruszin volt.
2011-ben 829 lakosából 614 szlovák és 198 ruszin.

## Nevezetességei
- Mihály arkangyal tiszteletére szentelt görögkatolikus temploma 1778-ban épült a korábbi fatemplom helyett.